# Archidiocèse de Bucarest
L'archidiocèse métropolitain de Bucarest (en latin : Archidioecesis Bucarestiensis, roumain : Arhidieceza de București), est une circonscription ecclésiastique de l'Église catholique en Roumanie dont le siège est situé à Bucarest, capitale de la Roumanie. Aurel Percă (it) est archevêque de Bucarest depuis 2019.

## Suffragants
Les diocèses d'Iaşi (de), Oradea Mare, Satu Mare, Timișoara sont suffragants de l'archevêché de Bucarest. 
L'archidiocèse d'Alba Iulia dépend directement du Saint-Siège.

## Histoire
La mission catholique de la Valachie, unie à celle de Bulgarie, était confiée depuis le XVe siècle aux pères franciscains de la province hongroise de Saint-Jean-de-Capistran. Le pape Sixte V a fondé un évêché à Curtea de Argeș en 1591 mais qui a été supprimé quelques années plus tard à la suite d'une invasion turque.
Le pape Pie VI a détaché la mission bulgare en 1781 en faveur des Passionnistes. Les Franciscains ont fondé en 1648 le diocèse de Nicopolis (en) dont le siège est à Roustchouk (ou Roussé), en Bulgarie, et ont été administrateurs apostoliques de la Valachie.
Au début du XIXe siècle, les administrateurs apostoliques de la Valachie ont abandonné Roustchouk pour s'établir à Cioplea, un village proche de Bucarest dont l'entrée leur été interdite par le métropolite orthodoxe. Cette situation est restée jusqu'en 1847 lorsque Giuseppe Molajoni a réussi à obtenir une demeure spacieuse à Bucarest. Son successeur, Angelo Parsi, a restauré le palais épiscopal, qui avait été détruit par le feu en 1847. En 1852 a fait venir à Bucarest les Dames anglaises, et, en 1861, les Frères des écoles chrétiennes. En 1863, Antonio Giuseppe Pluym a succédé à Mgr Parsi,
En 1864, un décret de la Congrégation pour la propagande de la foi a chargé les Passionnistes de remplacer les missionnaires franciscains dans l'administration de la Valachie. En 1873, Ignazio Paoli (de), vicaire apostolique de Valachie depuis 1870, a établi un petit séminaire épiscopal dans sa résidence de Bucarest, puis, deux ans plus tard, un grand séminaire à Cioplea, mais celui-ci a surtout été un noviciat de passionnistes.
Le royaume de Roumanie est créé en 1881 à la suite du regroupement en une seule principauté de deux principautés danubiennes vassales de l'Empire ottoman depuis le XVe siècle, la principauté de Moldavie et la principauté de Valachie, reconnue indépendante au congrès de Berlin de 1878.
Le 27 avril 1883, le pape Léon XIII a élevé le vicariat apostolique de Valachie en archidiocèse par sa lettre Praecipuum munus. Mgr Ignazio Paoli, évêque de Nicopolis et vicaire apostolique de Valachie depuis 1870, a été le premier archevêque de Bucarest. L'établissement d'un archidiocèse a été demandé par le gouvernement roumain. Cette demande a alors été critiquée par certains journaux et l'Église orthodoxe. Ignazio Paoli a ouvert le premier séminaire pour la formation du clergé diocésain et commencé la construction de la cathédrale Saint-Joseph de Bucarest (en) entre 1875-1884. Il est mort à Vienne, le 27 février 1885. Paolo Giuseppe Palma lui a succédé le 19 mai 1885 et dû géré les dettes laissées par son prédécesseur. Il a fait cesser l'obligation pour les séminaristes de Cioplea de faire les vœux religieux chez les Passionnistes en 1888. À partir de cette date, l'administration du diocèse est assurée par le clergé séculier. Il est mort à Vienne le 2 février 1892. Pendant deux ans l'archidiocèse a été géré par Costantino Costa, administrateur apostolique, jusqu'en 1893. En 1893, le grand séminaire de Cioplea est transporté à Bucarest près de la cathédrale Saint-Joseph.
Après le concordat entre le Saint-Siège et le royaume de Roumanie signé en 1927, l'archevêque de Bucarest a été élevé archevêque métropolitain, le 5 juin 1930, avec les diocèses suffragants de rite latin d'Alba Iulia, Iasi auquel est rattachée la Bucovine, Timisoara, Satu Mare et Oradea-Mare unies aeque principaliter. Le diocèse d'Alba Iulia a été érigé en archidiocèse le 5 août 1991.

## Églises de l'archidiocèse de Bucarest
- L'église Saint-Joseph (en) est la cathédrale de l'archidiocèse de Bucarest (en roumain : catedrala Mitropolitană Sfântul Iosif).
- L'église Bărăţia de Bucarest.

## Vicaires apostoliques de Valachie et archevêques de Bucarest

### Vicaires apostoliques de Valachie
- Filip Stanislavov, de 1648 jusqu'en 1663, et évêque de Nicopolis (en) (ou Nikopol)
- Francisk Sojmirovič, de 1663 jusqu'en 1673, et évêque de Nicopolis,
- Filip Stanislavov, de 1673 à 1674, et évêque de Nicopolis,
- Anton Stefanov, de 1677 jusqu'en 1692, et évêque de Nicopolis,
- Marko Andrassy, de 1720 jusqu'en 1723, et évêque de Nicopolis,
- Baltazar Lieski, de 1723 jusqu'en ?, évêque de Nicopolis,
- Nikola Stanislavič (O.F.M.), de 1728 jusqu'au 30 septembre 1740, et évêque de Nicopolis, puis évêque de Csanád jusqu'à sa mort en 1750,
- Antonio Benini, de 1745 jusqu'en 1750, et évêque de Nicopolis,
- Nicola Pugliesi, de 1751 jusqu'au 6 avril 1767, et évêque de Nicopolis, ensuite archevêque de Raguse jusqu'au 19 septembre 1777, puis archevêque titulaire de Thessalonique (de) et vicaire apostolique de Constantinople jusqu'à sa mort, le 8 juillet 1778,
- Sebastiano Zanella, de 1768 jusqu'en 1769, et évêque de Nicopolis,
- Pavel Duvanlija, du 16 septembre 1776 jusqu'à sa mort en 1804, et évêque de Nicopolis,
- Francesco Maria Ferreri (C.P.), du 20 septembre 1805 jusqu'à sa mort en janvier 1814, et évêque de Nicopolis,
- Fortunato Maria Ercolani (C.P.), du 27 mai 1815 jusqu'au 19 avril 1822, et évêque de Nicopolis, ensuite évêque de Civita Castellana, de Gallese (it) et d'Orte jusqu'au 27 décembre 1847,
- Giuseppe Molajoni, du 1825 jusqu'en 1847,
- Angelo Parsi, de 1848 jusqu'en 1863, et évêque de Nicopolis,
- Antonio Giuseppe Pluym (pl) (C.P.), de 15 septembre 1863 jusqu'au 23 février 1870, et évêque de Nicopolis, puis archevêque titulaire de Tyane (de) (Tyana),
- Ignazio Paoli (C.P.), du 19 août 1870 jusqu'au 27 avril 1883, et évêque de Nicopolis.

### Archevêque de Bucarest
- Ignazio Paoli (C.P.), du 27 avril 1883 jusqu'à sa mort le 27 février 1885,
- Paolo Giuseppe Palma (C.P.), du 19 mai 1885 jusqu'à sa mort le 2 février 1892,
  - Costantino Costa (C.P.), administrateur apostolique du 29 avril 1890 jusqu'au 12 juin 1893,
- John Joseph Frederick Otto Zardetti, du 6 mars 1894 jusqu'à sa démission le 25 mai 1895, après avoir été évêque de Saint Cloud (en), puis archevêque titulaire de Mocissus (de) jusqu'à sa mort le 9 mai 1902,
- Dominique Jacquet (de) (O.F.M. Conv.) en 1895, ensuite évêque d'Iaşi (de) du 8 janvier 1895 jusqu'à sa démission le 25 février 1904, puis archevêque titulaire de Salamis (de) jusqu'à sa mort le 3 février 1931,
- François Xavier von Hornstein, du 31 mars 1896 jusqu'à sa mort le 3 juin 1905,
- Raymund Netzhammer (de) (O.S.B.), du 16 septembre 1905 jusqu'à sa démission le 14 juillet 1924, puis archevêque titulaire d'Anazarbus (de) jusqu'à sa mort le 18 septembre 1945.

### Archevêque métropolitains de Bucarest
- Alexandru Theodor Cisar, du 12 décembre 1924 jusqu'à sa mort le 27 janvier 1954,
  - Anton Durcovici, administrateur apostolique en 1948 et 1949,
  - Joseph Schubert, administrateur apostolique en 1949 jusqu'en juin 1950,
  - Ioan Robu, administrateur apostolique du 25 octobre 1984 jusqu'au 14 mars 1990,
- Ioan Robu (de), du 14 mars 1990 au 21 novembre 2019
- Aurel Percă (ro), depuis le 21 novembre 2019.